# متلازمة الحفاظ الأزرق
متلازمة الحفاظ الأزرق (بالإنجليزية: Blue diaper syndrome)‏ هي اضطراب استقلابي وراثي جسمي متنحي نادر، يظهر عند الرضع على شكل حفاظات ملونة ببول ذي لون أزرق. يُعرف أيضًا باسم متلازمة دروموند، وفرط كالسيوم الدم.
تنتج المتلازمة عن خلل في امتصاص الحمض الأميني تربتوفان. يؤدي التحلل البكتيري للتربتوفان غير الممتص في الأمعاء إلى زيادة إنتاج الإندول وظهور الإنديكان في بول المريض، عندما يتأكسد الإنديكان يتحوّل إلى اللون الأزرق النيلي معطيًّا البول لونه المميز. تشمل الأعراض عادةً اضطرابات في الجهاز الهضمي، وحمى ومشاكل بصرية. قد يصاب البعض أيضًا بأعراض ناتجة عن التحلّل غير الكامل للتربتوفان.
اُكتشِف المرض في عام 1964، وهو مرتبط بالصبغي الجنسي إكس.
نظرًا لأن هذه المتلازمة مرتبطة بـالصبغي الجنسي إكس، فإن فرصة حصول الطفل على مورّثات طبيعية عندما يكون كلا الوالدين مصاب هي 25%. قد يحمل الشخص مورثة واحدة طبيعية وأخرى مرضية، ويدعى حينها حاملًا للمرض، عادةً لا تظهر عليه أي أعراض. لا تظهر على الإناث الحاملات للمورثة أعراض الاضطراب، إذ غالبًا ما تتوضّع المورثة المرضية على الصبغي إكس المُتبَّط. يمكن للوالدين الخضوع لاختبارات مورّثية لمعرفة ما إذا كان طفلهم سيصاب بهذه المتلازمة، لكن معظمهم لا يكتشفون ذلك حتى تظهر على الطفل الأعراض المذكورة أدناه.

## العلامات والأعراض
تتضمّن أعراض متلازمة الحِفاظ الأزرق تهيّج، وإمساك، وضعف شهية، وإقياء، وتأخّر نمو. يعاني بعض الأطفال من حمّى متكرّرة والتهابات معوية.
يمكن أن يكون فرط كالسيوم الدم مشكلة محتملة لدى الأطفال المصابين. يعاني بعض الأطفال من اضطرابات في العينين أو القدرة البصرية، أهمّها تأخر تطوّر بعض مكوّنات العين مثل القرنية والقرص البصري.

## علم الوراثة
تصيب متلازمة الحفاظ الأزرق الذكور والإناث بنسب متساوية. عدد الأشخاص المصابين بين عموم السكان غير محدّد بعد.
يُعتقد أن متلازمة الحفاض الأزرق موروثة كاضطراب صبغي جسدي متنحٍ.
تشير الأبحاث الحديثة إلى أن الطفرات في جينات «LAT2» و«TAT1» قد تكون متورطة في في هذه المتلازمة.
وراثة المرض مرتبطة بالصبغي الجنسي إكس، يجب أن يحمل كلا الوالدين المورّثة لكي يصاب الجنين. تُشخَّص متلازمة الحِفاظ الأزرق عن طريق التقييم السريري وفحص عينات البول.

## التشخيص
عادة ما تُشخَّص المتلازمة من خلال التقييم السريري، ومتابعة التاريخ المرضي التفصيلي للطفل، ثم تحديد الأعراض المميزة المحتملة، وفحص عينات بول حديثة لتعزيز هذه الأدلة.

## العلاج والتدبير
يخضع الأطفال الذين يعانون من متلازمة الحفاظ الأزرق لنظام غذائي مقيد، الهدف منه محاولة الحد من أذية الكليتين وقصورهما. تشمل القيود كل من: الكالسيوم، والبروتين، وفيتامين د، والتريبتوفان. من أمثلة الأطعمة التي تحتوي على مستويات عالية من التربتوفان الديك الرومي والحليب. من المتوقع أيضًا أن تكون الوجبات الغذائية منخفضة البروتين، ما يساعد في تخفيف شدّة الأعراض، إلى جانب تجنّب الأطعمة الغنية بفيتامين د.
يمكن استخدام الصادات الحيوية للسيطرة على البكتيريا المسبّبة للالتهابات المعوية أو القضاء عليها.
قد تكون الاستشارة الوراثية مفيدة أيضًا، بالإضافة إلى المشاركة في التجارب السريرية.

## وصلات خارجية
- Blue diaper syndrome في معاهد الصحة الوطنية الأمريكية للأمراض النادرة